# Twaalfasser

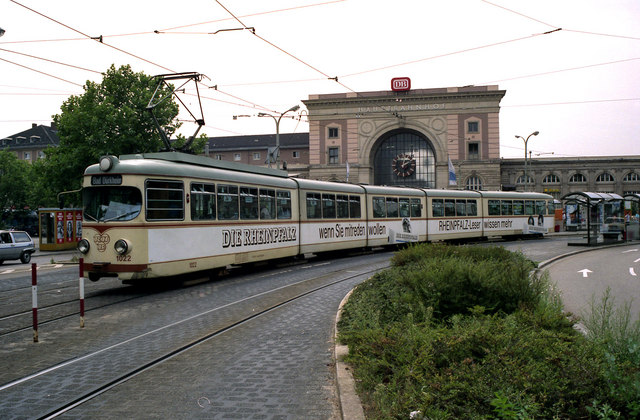
Tram van de Rhein-Haardtbahn voor het Hauptbahnhof van Mannheim.

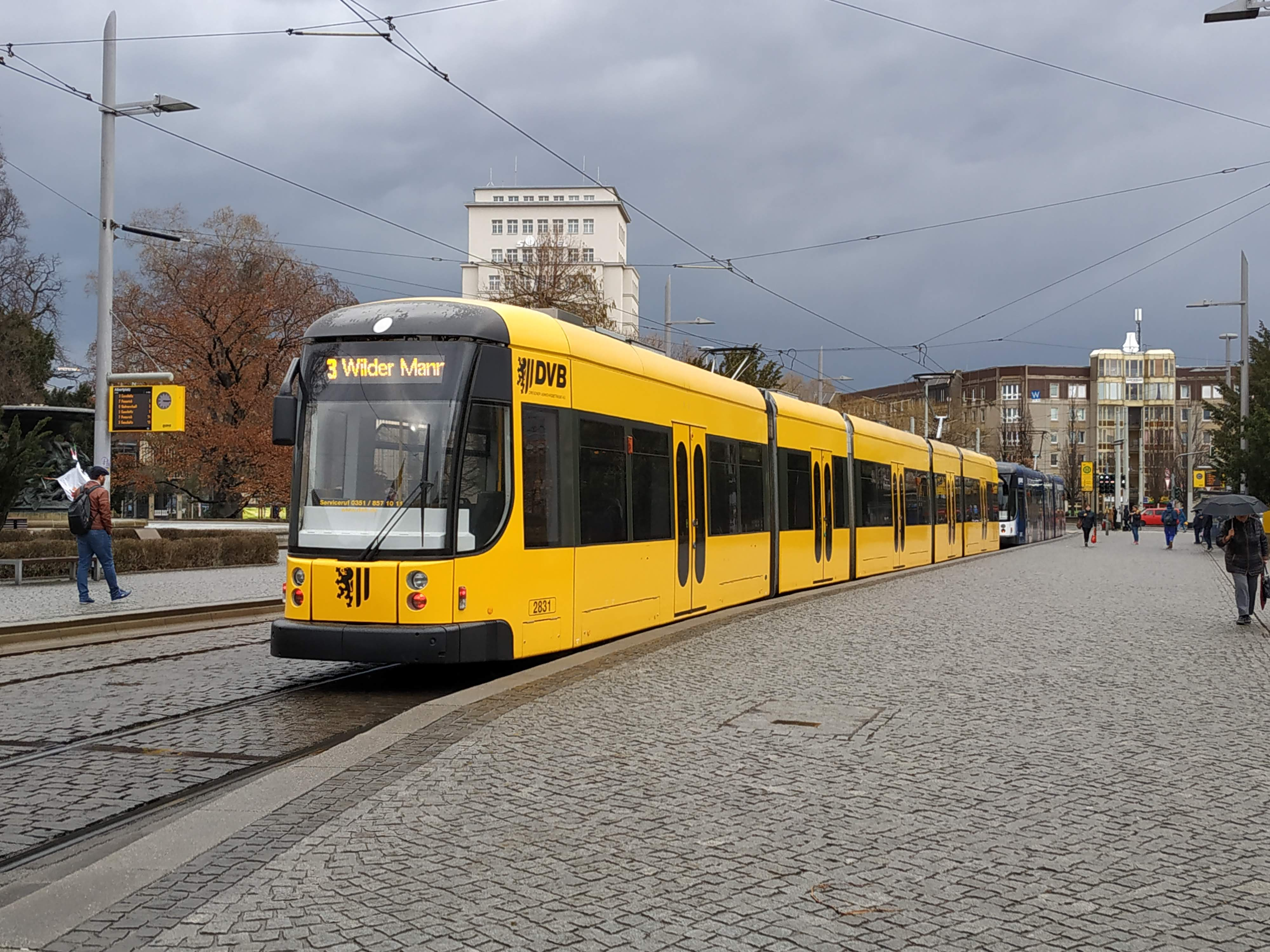
Een Flexity Classic XXL in Dresden

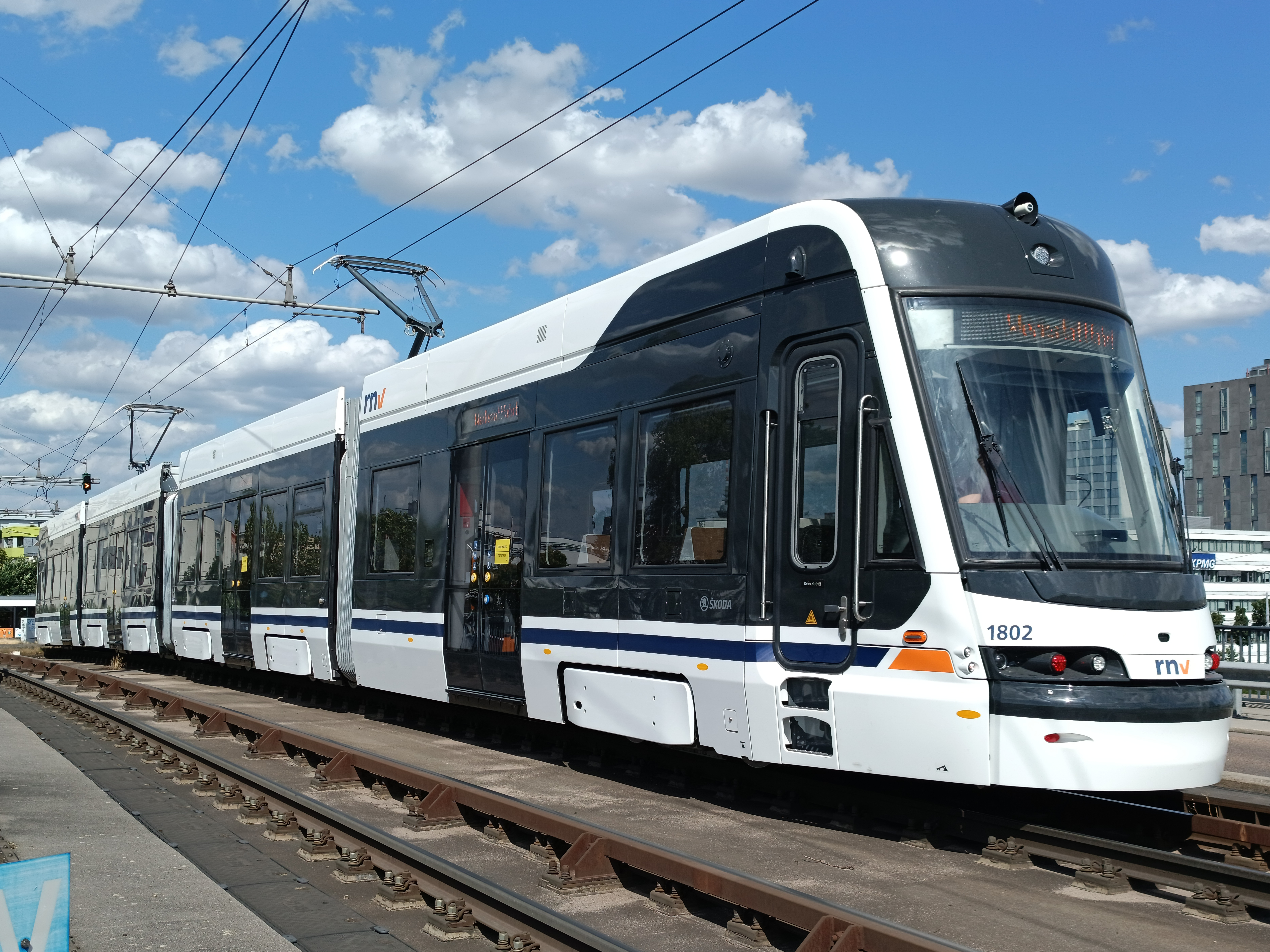
Een Škoda tram voor de RNV

Een twaalfasser is een voertuig dat rust op twaalf assen. De benaming wordt vooral in de tramwegwereld gebruikt.

## Twaalfassige gelede trams
Bij klassieke trams (met een hoge vloer) zijn de twaalfassers vierdubbelgelede wagens. Hierbij rusten vijf wagenbakken verbonden door vier geledingen in het midden op vier Jacobsdraaistellen. Aan de einden van de tram zijn twee motordraaistellen, de overige vier draaistellen zijn meestal een loopdraaistel. 
De enige klassieke vierdubbelgelede twaalfassers ontstonden in 1967. Bij de Rhein-Haardtbahn (RHB) werden vier twaalfassers in gebruik genomen voor de interlokale tramlijn Mannheim – Bad Dürkheim. Omdat deze lijn nauwelijks hellingen heeft, volstaat aandrijving met twee motordraaistellen. Door het gebruik van een twaalfasser kon één tramstel (bestaande uit een zesassige gelede motorwagen met een zesassige gelede bijwagen) worden vervangen en daarbij kon een conducteur worden uitgespaard.

### Lagevloertrams
Twaalfassige trams met een (deels) lage vloer rijden in de volgende steden: Boedapest (Combino Plus), Leipzig & Leipzig (beide Flexity Classic XXL). Voor de regio Rijn-Neckar rond Mannheim heeft de vervoersautoriteit twaalfassige trams van Skoda besteld. De Stadler TINA is leverbaar in verschillende configuraties, de twaalfassige versie is aan Darmstadt (ST15) geleverd.

### Stadtbahn trams
Ook bij stadtbahn systemen in Duitsland rijden twaalfassige voertuigen. Dit type voertuigen zijn vrij eenwoudig in twee gelijke helften te splitsen. Deze zesassige delen kunnen dan niet zelfstandig rijden. Niet alleen zit aan de ″achterzijde″ (splitsingszijde) geen stuurstand, maar is zelfs helemaal open en niet af te sluiten. Ze rijden in Frankfurt (type U5-50) en Hannover (type TW2500). Hetzelfde principe past men toe bij twaalfassige trams van de lightrail-lijnen van Changchun.